# Tarascon-sur-Ariège (tổng)
Tổng Tarascon-sur-Ariège là một tổng của Pháp nằm ở tỉnh Ariège trong vùng Occitanie.
Tổng này được tổ chức xung quanh Tarascon-sur-Ariège ở quận Foix. Độ cao biến thiên từ 432 m (Mercus-Garrabet) đến 2 196 m (Rabat-les-Trois-Seigneurs) với độ cao trung bình là 666 m.

## Hành chính
| Giai đoạn | Ủy viên         | Đảng | Tư cách                                                                                       |
| --------- | --------------- | ---- | --------------------------------------------------------------------------------------------- |
| 2003-2011 | Alain Duran     | PS   | Thị trưởng Arnave, Chủ tịch cộng đồng các xã pays de Tarascon, đại biểu dự khuyết (2007-2012) |
| 1985-2003 | Robert Naudi    | PS   | Thị trưởng Tarascon-sur-Ariège (1989-2001), chủ tịch tổng hội đồng Ariège (1985-2001)         |
| 1973-1985 | Jules Rousse    | PS   | Thị trưởng Tarascon-sur-Ariège (1977-1983)                                                    |
| 1944-1973 | Paul Joucla     | PS   | Thị trưởng Tarascon-sur-Ariège (1944-1947)                                                    |
| 1931-1944 | Alexandre Rauzy | SFIO | Đại biểu                                                                                      |

## Các đơn vị hành chính
Tổng Tarascon-sur-Ariège bao gồm 20 xã với dân số 8 406 người (điều tra năm 1999, dân số không tính trùng).
| Xã                        | Dân số | Mã bưu chính | Mã insee |
| ------------------------- | ------ | ------------ | -------- |
| Alliat                    | 62     | 09400        | 09006    |
| Arignac                   | 583    | 09400        | 09015    |
| Arnave                    | 168    | 09400        | 09016    |
| Bédeilhac-et-Aynat        | 150    | 09400        | 09045    |
| Bompas                    | 198    | 09400        | 09058    |
| Capoulet-et-Junac         | 194    | 09400        | 09077    |
| Cazenave-Serres-et-Allens | 49     | 09400        | 09092    |
| Génat                     | 26     | 09400        | 09133    |
| Gourbit                   | 61     | 09400        | 09136    |
| Lapège                    | 34     | 09400        | 09152    |
| Mercus-Garrabet           | 1 005  | 09400        | 09188    |
| Miglos                    | 80     | 09400        | 09192    |
| Niaux                     | 201    | 09400        | 09217    |
| Ornolac-Ussat-les-Bains   | 221    | 09400        | 09221    |
| Quié                      | 346    | 09400        | 09240    |
| Rabat-les-Trois-Seigneurs | 264    | 09400        | 09241    |
| Saurat                    | 601    | 09400        | 09280    |
| Surba                     | 345    | 09400        | 09303    |
| Tarascon-sur-Ariège       | 3 446  | 09400        | 09306    |
| Ussat                     | 372    | 09400        | 09321    |

## Thông tin nhân khẩu
| 1962                                                     | 1968  | 1975  | 1982  | 1990  | 1999  |
| -------------------------------------------------------- | ----- | ----- | ----- | ----- | ----- |
| 7 933                                                    | 8 875 | 9 134 | 8 947 | 8 574 | 8 406 |
| Nombre retenu à partir de 1962 : dân số không tính trùng |       |       |       |       |       |